# Crefeld (Schiff, 1922)
Die zweite Crefeld des Norddeutschen Lloyd (NDL) war ein Kombischiff für den Dienst zur südamerikanischen Ostküste. Sie gehörte zu den beiden ersten Passagierschiff-Neubauten des NDL nach dem Ersten Weltkrieg.
Ihre auf Auswanderer zugeschnittene Passagiereinrichtung wurde schon nach kurzer Dienstzeit verkleinert. 1934 erfolgte der Umbau zu einem reinen Frachtschiff. Die seit Kriegsausbruch in Massaua aufliegende Crefeld wurde wegen der drohenden Besetzung durch britische Streitkräfte am 4. April 1941 von der eigenen Besatzung versenkt.

## Geschichte
Die Bremer-Vulkan-Werft und die Flensburger Schiffbau-Gesellschaft (FSG) bauten schon kurz nach Kriegsende sehr ähnliche große, viermastige Frachter mit einer Passagiereinrichtung für die Hapag und die Seereederei von Hugo Stinnes, die bei der Hapag als Länder-Klasse bezeichnet wurden. Der Norddeutsche Lloyd orderte bei beiden Werften je ein ähnliches Schiff für den Auswandererverkehr nach Südamerika, die als erste Passagierschiffneubauten 1922 in den Dienst des NDL kamen. Der NDL hatte bei Lieferung seinen Südamerika-Dienst schon mit einer Fahrt des alten Reichspostdampfers Seydlitz und dem Einsatz des Vorkriegs-Schiffes Gotha wieder aufgenommen.
Die beim Bremer Vulkan unter der Baunummer 591 gebaute Köln wurde am 14. März 1922 abgeliefert und machte anschließend die erste Fahrt eines Neubaus nach Argentinien.
Das unter der Baunummer 360 gebaute Crefeld lief am 23. Dezember 1921 in Flensburg vom Stapel, nach den als Frachtschiffen fertiggestellten Stinnes-Schiffen Tirpitz und Havenstein.
Die Crefeld wurde am 25. Juni 1922 an den NDL ausgeliefert vor den ähnlichen Hapag-Schiffen Preussen und Oldenburg, die aber nur eine kleine Passagiereinrichtung erhielten. Sie war das zweite Schiff des NDL, das nach der rheinischen Stadt benannt war. Die erste Crefeld war ein für den Brasilien-Dienst des NDL vom Stettiner Vulkan 1895 gebauter Dampfer von 3973 BRT, der 1918 an Spanien abgetreten worden war.

### Im Südamerika-Dienst
Erst am 10. August 1922 startete die Crefeld zu ihrer Jungfernfahrt zum Río de la Plata. Sie hatte eine Tragfähigkeit von 11150 tdw, war 150,87 m lang und 18,55 m breit. Angetrieben von einer Dreifach-Expansions-Dampfmaschine von 4400 PS lief das Schiff 12,5 kn und benötigte 192 Mann Besatzung. Zur Unterbringung von normalen Fahrgästen, Auswanderern und spanischen Saisonarbeitern verfügte es über Kabinen für 282 Fahrgäste der II. Klasse, Kammern für 376 Fahrgäste der III. Klasse und 380 Schlafplätze im Wohndeck. Auf der Jungfernfahrt waren 726 Fahrgästen verschiedener Nationalitäten In Bremen an Bord gegangen. 30 wollten nur bis zu den spanischen Häfen La Coruña und Vigo fahren, 217 hatten bis Rio de Janeiro gebucht, vier bis Montevideo und 475 bis zum Zielhafen Buenos Aires. Obwohl der NDL mit der neuen Sierra Nevada (8753 BRT) schon im Herbst 1922 ein Drei-Klassen-Passagierschiff in den Dienst einstellte, der dann 1923 die Kombischiffe Weser und Werra (9450 BRT) und ab 1923 auch die 11400 BRT großen Passagierschiffe der neuen Sierra-Klasse folgten, wurden die einfachen Auswandererschiffe Köln und Crefeld erst 1926 von dieser Route abgezogen.

### Weitere Liniendienste
Der NDL versuchte seit 1925, wieder einen Passagierdienst nach Australien aufzubauen und setzte dort ab 1926 die beiden Schiffe neben der älteren Gotha ein. Ende Mai 1925 war die Gotha als erstes deutsches Passagierschiff nach dem Weltkrieg in Australien erstmals eingetroffen. Die Aufnahme von Auswanderern war erst im Herbst 1926 geregelt, als die jetzt auch auf der neuen Linie ab dem 10. August aus Bremerhaven eingesetzte Crefeld unter ihren 69 Fahrgästen die ersten 50 deutschen Auswanderer nach Australien brachte. Auf zwei folgenden Fahrten 1927 hatte sie 153 und 136 Fahrgäste, darunter aber nur jeweils neun in der Kajütenklasse. Zwischen beiden Reisen wurde die Crefeld auch nochmals nach Südamerika eingesetzt.
Der NDL gab die Versuche, eine Passagierlinie nach Australien wieder zu betreiben auf und versuchte nun, eine Linie nach Kanada mit der Köln und der Crefeld zu errichten. Die Passagiereinrichtungen der beiden Schiffe wurden erheblich verkleinert.
Nach Rückkehr von ihrer letzten Australienreise erfolgte der Umbau der Crefeld, die anschließend nur noch Platz für 35 Fahrgäste II. Klasse und 212 III. Klasse bot. Auf ihrer ersten Reise nach Montreal am 4. Juni 1928 hatte sie nur 65 Fahrgäste III. Klasse aus zehn europäischen Nationen an Bord, wobei die Ungarn vor den fünfzehn Reichsdeutschen die größte Gruppe bildeten. Bis 1930 blieb die Crefeld auf dieser Route im Einsatz. Im Sommer 1930 lief sie auch über Halifax (Nova Scotia) und Havanna bis nach Galveston.
Die zu große Zahl der beim NDL vorhandenen älteren Passagierschiffe führte 1934 zum Umbau der beiden ersten Nachkriegs-Passagierschiffe Köln und Crefeld zu reinen Frachtschiffen, die vor allem auf der Linie nach Ostasien zum Einsatz kommen sollten. Den Umbau der Crefeld führte die inzwischen der Deutschen Werft gehörende Reiherstiegwerft in Hamburg aus.

### Schicksal im Krieg

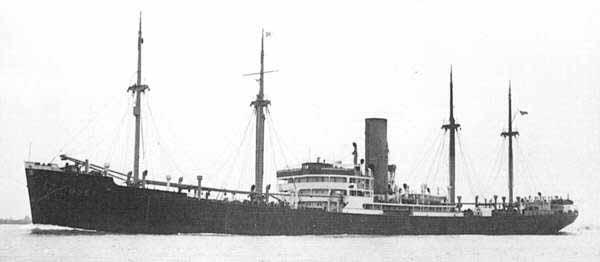
Der Schnellfrachter Oder des NDL

Nach dem  Kriegsausbruch 1939 lief der Frachter Crefeld das italienische Massaua in  Eritrea am Roten Meer an, wo sie aufgelegt wurde. Dort befanden sich neben den Schiffen anderer deutscher Reedereien auch die NDL-Schnellfrachter Oder und Coburg.
Am 17. Februar 1941 versuchte das Motorschiff Coburg als Versorgungsschiff zum im Indischen Ozean operierenden Hilfskreuzer Atlantis durchzubrechen. Sie wurde am 4. März im Indischen Ozean südöstlich der Seychellen mit dem Prisentanker Ketty Brövig (7031 BRT) vor einem Treffen mit der Atlantis vom australischen Schweren Kreuzer HMAS Canberra gestellt und beide Schiffe versenkten sich selbst, nachdem der Kreuzer aus großer Distanz das Feuer eröffnete.
Am 26. Februar gelang es der Wartenfels der DDG Hansa, aus Massaua unbemerkt auszulaufen
und bis nach Diego Suarez im Vichy-kontrollierten Madagaskar zu entkommen.
Am 24. März versuchte dann auch noch die Oder aus Massaua zu entkommen, wurde allerdings noch im Roten Meer von der Sloop Shoreham entdeckt und versenkte sich darauf selbst. Am 30. März versuchte als letztes deutsches Schiff der Frachter Bertram Rickmers aus Massaua zu entkommen. Er entzog sich der Kaperung durch den britischen Zerstörer Kandahar durch Selbstversenkung.
Als die britische Besetzung des Hafens drohte, versenkte die Besatzung der Crefeld am 4. April 1941 ihr Schiff im Hafen auf
15° 36′ 39″ N, 39° 28′ 28″ O. In Massaua versenkten sich gleichzeitig die deutschen Frachter Oliva (7886 BRT) und Gera (5155 BRT) der Hapag sowie die Lichtenfels (7566 BRT), Frauenfels (7487 BRT) und Liebenfels (6318 BRT) der DDG Hansa, die zum Teil auch noch in Brand gesetzt wurden. Alle wurden später gehoben, um den Hafen benutzbar zu machen. Frauenfels, Liebenfels und Gera wurden als Empire Niger, Empire Nile und Empire Indus wieder in Fahrt gebracht.

## Schicksal des SchwesterschiffesKöln

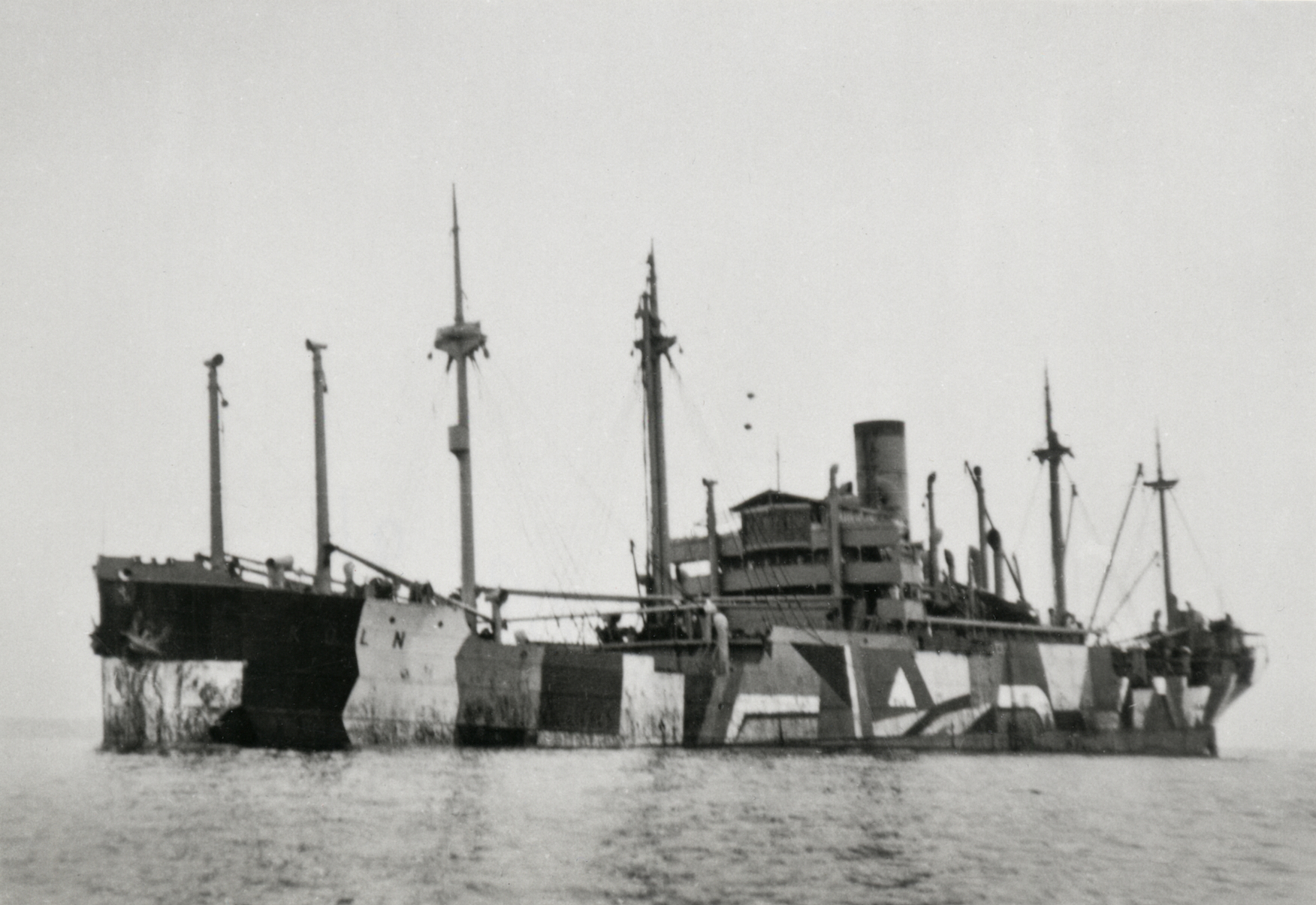
Die gestrandete Köln

| Stapellauf in Dienst  | Name | Tonnage            | BauNr.            | Schicksal |
| 12.11.1921 14.03.1922 | Köln | 9265 BRT 11150 tdw | Bremer Vulkan 591 | Jungfernfahrt zum La Plata, ab 1926 Australien-Dienst, 1928 verkleinerte Passagierkapazität, Kanada-Dienst, 1934 Umbau zum reinen Frachtschiff (7881 BRT) auf der Bauwerft, 26. Juni 1940 auf einer Fahrt von Luleå nach Hamburg im Bottnischen Meerbusen südlich Gefle gestrandet und zerbrochen |